# Visconde de Asseca
Visconde de Asseca é um título nobiliárquico português criado, de juro e herdade, por D. Afonso VI por Carta de 15 de Janeiro de 1666 a favor de Martim Correia de Sá e Benevides Velasco.
Aquando do 4.º Visconde, Martim Correia de Sá, o Rei D. José I concedeu Honras de Grandeza aos Viscondes de Asseca, passando estes a integrar os Grandes do Reino e a usar coronel de Conde no brasão de armas.  
Este título nobiliárquico teve origem nos feitos heróicos de Salvador Correia de Sá e Benevides (1601-1688) como Governador da Capitania do Rio de Janeiro, libertador de Angola do domínio holandês e Membro do Conselho de Guerra.
Os Viscondes de Asseca com Grandeza detinham o ofício de Almotacé-Mor.

## Viscondes de Asseca com Grandeza

### Titulares
1. Martim Correia de Sá e Benevides Velasco
2. Salvador Correia de Sá e Benevides Velasco
3. Diogo Correia de Sá e Benevides Velasco
4. Martim Correia de Sá e Benevides Velasco
5. Salvador Correia de Sá e Benevides Velasco da Câmara, 5º Visconde de Asseca
6. António Maria Correia de Sá e Benevides Velasco da Câmara, 6º Visconde de Asseca
7. Salvador Correia de Sá e Benevides Velasco da Câmara, 7º Visconde de Asseca
8. António Maria Correia de Sá e Benevides Velasco da Câmara
9. Salvador Correia de Sá e Benevides Velasco da Câmara
10. António José Correia de Sá e Benevides Velasco da Câmara
11. Salvador Correia de Sá e Benevides Velasco da Câmara
12. Carolina Maria da Câmara Correia de Sá

### Armas
As armas dos Viscondes de Asseca são: escudo esquartelado; no 1º quartel as armas dos Correias: o campo de ouro fretado de correias vermelhas, repassadas umas por outras; no segundo as armas dos Sás, campo enxaquetado de prata e azul, de seis peças em faixa e sete em pala; no terceiro as armas dos Velascos, escudo enxadrezado de quinze peças, três em faia e cinco em pala, de ouro e veiros de azul e prata, sendo a primeira de ouro e a segunda de veiros; e no quarto as armas dos Benevides, em campo de prata um leão de púrpura faixado, de três faixas de ouro. Coronel de Conde.